# Laurie Halse Anderson

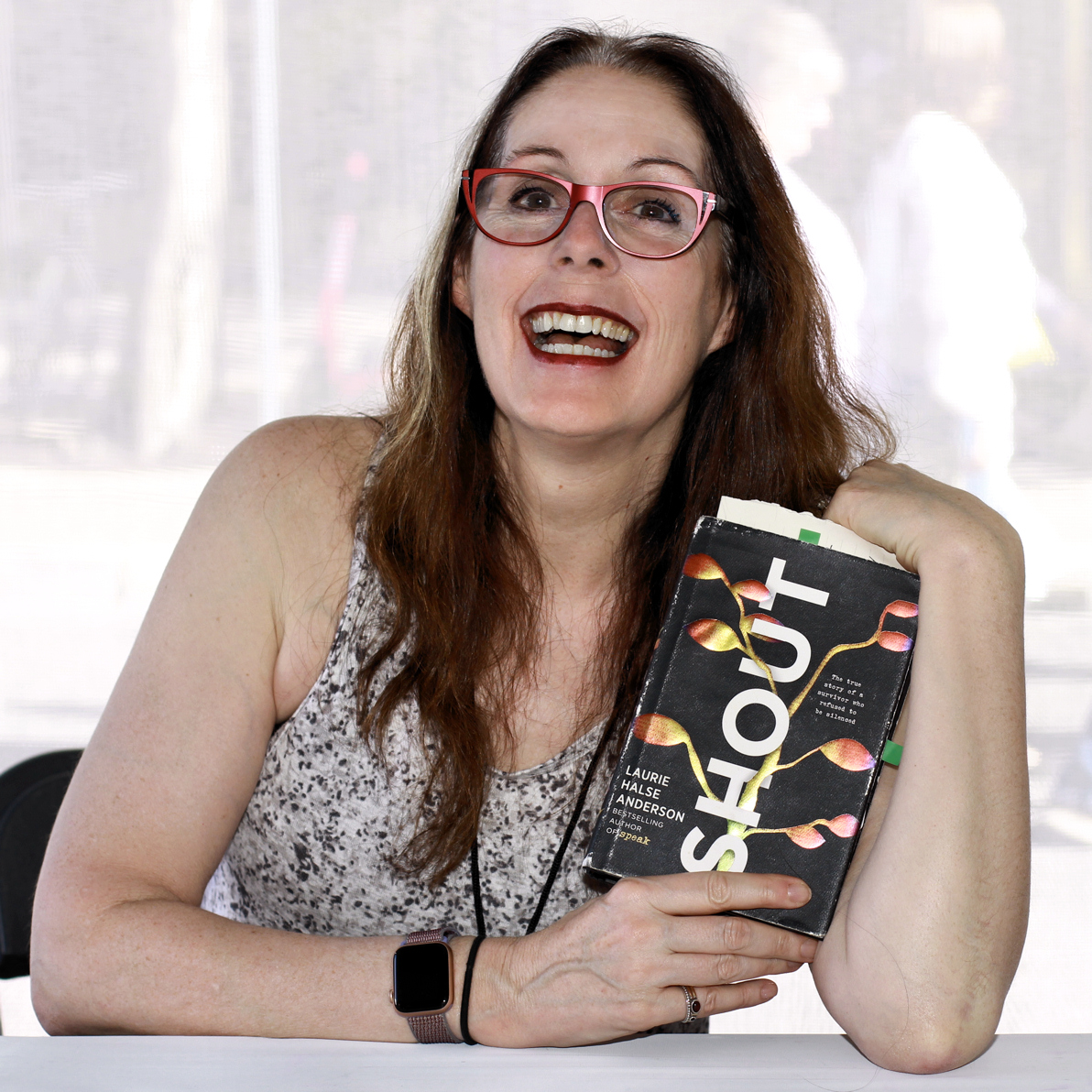
Laurie Halse Anderson beim 2019 Texas Book Festival

Laurie Halse Anderson (* 23. Oktober 1961, in Potsdam, New York) ist eine amerikanische Schriftstellerin, die für ihre Kinder- und Jugendbücher bekannt ist. Für ihre Beiträge zu diesem Genre erhielt sie im Jahr 2009 den Margaret Edwards Award der American Library Association. Im Jahr 2023 wurde sie mit dem hochdotierten Astrid-Lindgren-Gedächtnis-Preis geehrt.

## Kindheit und Jugend
Laurie Beth Halse ist die älteste Tochter von Reverend Frank A. Halse Jr. und Joyce Holcomb Halse. Sie wuchs mit ihrer jüngeren Schwester in Potsdam, New York auf. Schon im Grundschulalter zeigte sie Interesse am Schreiben und Geschichtenerzählen. Obwohl sie als Jugendliche gerne Bücher las – insbesondere Science-Fiction und Fantasie-Romane – konnte sie es sich nach eigener Aussage damals nicht vorstellen, Schriftstellerin zu werden. Anderson besuchte die Fayetteville-Manlius High School in Manlius, einem Vorort von Syracuse im U.S.-Bundesstaat New York.
Während ihres letzten Schuljahres, im Alter von 16 Jahren, zog sie aus ihrem Elternhaus aus und lebte dreizehn Monate als Austauschschülerin auf einem Bauernhof für Schweinezucht in Dänemark. Nach ihrer Rückkehr in die USA arbeitete sie zunächst auf Mindestlohnbasis in einem Bekleidungsgeschäft. Aus dieser Erfahrung wuchs ihre Motivation, eine Hochschule zu besuchen. Sie schrieb sich daraufhin an der Onondaga Community College ein. Im Jahr 1984 schloss sie ein Studium der Sprachen und Linguistik mit einem B.A. an der Georgetown-Universität ab.

## Privatleben
Laurie Halse Anderson war mit Greg Anderson verheiratet und hat mit ihm zwei Töchter, Stephanie Holcomb (1985) und Meredith Lauren (1987). Später wurde das Paar geschieden.
Im Jahr 2004 heiratete Anderson ihre Jugendliebe, Scot Larrabee. Zusammen mit seinen beiden Kindern bildeten sie eine Patchwork-Familie.

## Werdegang
Nach ihrem Studium arbeitete Anderson freiberuflich als Journalistin und schrieb für die The Philadelphia Inquirer Gleichzeitig fing sie an Kinder- und Jugendbücher zu schreiben, erhielt aber zunächst nur Absagen von Verlagen. 1996 erschien ihr erster Kinderroman, Ndito Runs, der von den kenianischen Olympia-Marathonläufer handelt, die jeden Tag zur Schule und wieder zurück liefen. Im gleichen Jahr erschien eine Bilderbuch mit dem Titel Turkey Pox, das von der Kinderkrankheit ihrer Tochter Meredith handelt. Eine weitere von ihrer Familienerlebnisse inspirierte Geschichte erschien 1998 mit dem Titel No Time For Mother’s Day.
In ihren frühen Berufsjahren schrieb sie mehrere Sachbücher, unter anderem ein Kindersachbuch über Saudi-Arabien. Ein Elternratgeber zur Erziehung von schüchternen Kindern, Shy Child: Helping Children Triumph over Shyness, schrieb sie mit Dr. Ward Swallow zusammen.
Seit den 1990er Jahren hat Anderson über 30 Bücher geschrieben.

## Ausgewählte Werke

### Speak(1999); deutsch:Sprich(2001)
Das bekannteste Werk von Anderson handelt von einem dreizehnjährigen Mädchen, das nach einem sexuellen Übergriff aufhört zu reden. Das Buch wurde ein New York Times Best Seller und kam auf die Shortlist des National Book Award. Es wurde in 16 Sprachen übersetzt. Das Buch hat seit seiner Veröffentlichung eine Vorreiterrolle in der Jugendliteratur und wird häufig in US-amerikanischen Schulen eingesetzt, um über das Thema sexualisierter Gewalt sprechen zu können.
Im Jahr 2004 wurde das Buch unter dem Titel Speak – Die Wahrheit ändert alles verfilmt. Die Hauptrolle des Schulmädchens Melinda Sordino spielte Kristen Stewart, während Elizabeth Perkins die Rolle der Mutter übernahm. Im Film hatte die Autorin eine kleine Statistenrolle. Der Film feierte seine Premiere beim Sundance Film Festival im Jahr 2004 und gewann den Publikumspreis beim Woodstock Film Festival.
Erst im Jahr 2018 offenbarte Anderson, dass sie selbst im gleichen Alter wie der Protagonistin vergewaltigt wurde und der Roman auf ihren Erfahrungen basierte.

### Wintergirls(2009); deutsch:Wintermädchen(2010)
Der Roman erzählt die Geschichte von zwei Mädchen, die an Ess-Brechsucht und Anorexia nervosa leiden. Zu Beginn des Buches ist eins der beiden Mädchen schon gestorben. Das Buch erhielt mehrere Auszeichnungen in den USA. Sofort nach Veröffentlichung erreichte der Titel die New York Times Best Seller List. Wintergirls wurde in über 15 Ländern veröffentlicht.

### Shout: The True Story of a Survivor Who Refused to be Silenced(2019); deutsch:Schrei! Nur wenn ich laut bin, wird sich was ändern(2019)
In ihrem Memoiren schrieb Anderson über ihre jugendlichen Jahren und gab u. a. Details über ihre Vergewaltigung und das Trauma, das sie danach durchgemacht hat.

## Auszeichnungen und Preise
Für ihren Roman Speak erhielt Anderson 2000 den Golden Kite Award der internationalen Society of Children’s Book Writers and Illustrators (SCBWI). Außerdem stand dieser Roman 1999 auf der Kurzliste für den National Book Award for Young People’s Literature sowie in 2000 auf der Honor List für den Michael L. Printz Award. Auf einem 2023 abgehaltenen Symposium über die positive Wirkungen von Jugendliteratur wurde Speak als ein lebensveränderndes Werk hervorgehoben, das auf andere Jugendbuchautoren einen starken Einfluss hatte.
Der historische Roman Fever 1793 wurde als ALA Best Book for Young Adults ausgezeichnet; Chains war 2008 auf der Kurzliste des National Book Award for Young People's Literature und gewann in 2009 den Scott O'Dell Award for Historical Fiction.
In Anerkennung ihres Gesamtwerks, das ein wichtiger Beitrag zur Kinder- und Jugendliteratur darstellt, gewann Anderson 2009 den Margaret Edwards Award der American Library Association (ALA). Insbesondere wurden drei Werke hervorgehoben: Speak, Fever 1793, und Catalyst.
In 2017 erhielt sie den Anne V. Zarrow Award for Young Readers' Literature, eine Auszeichnung ihres Lebenswerks durch die öffentlichen Bibliotheken des Tulsa County im Bundesstaat Oklahoma.

2023 wurde Anderson mit dem Astrid Lindgren Memorial Award ausgezeichnet, die international höchstdotierte Auszeichnung der Kinder- und Jugendliteratur. In der Laudatio der Jury stand::
In ihren dicht geschriebenen Romanen für junge Erwachsene gibt Laurie Halse Anderson der Suche nach Bedeutung, Identität und Wahrheit eine Stimme, sowohl in der Gegenwart als auch in der Vergangenheit. Ihr dunkel leuchtender Realismus offenbart die entscheidende Rolle von Zeit und Erinnerung im Leben junger Menschen. Schmerz und Angst, Sehnsucht und Liebe, Klasse und Sex werden mit stilistischer Präzision und leidenschaftslosem Witz untersucht. Mit zärtlicher Intensität beschwört Laurie Halse Anderson Stimmungen und Emotionen herauf und schreckt auch vor den härtesten Dingen nicht zurück.
(In her tightly written novels for young adults, Laurie Halse Anderson gives voice to the search for meaning, identity, and truth, both in the present and the past. Her darkly radiant realism reveals the vital role of time and memory in young people’s lives. Pain and anxiety, yearning and love, class and sex are investigated with stylistic precision and dispassionate wit. With tender intensity, Laurie Halse Anderson evokes, moods, and emotions and never shies from even the hardest things.)
Nach Bekanntgabe des Preises gab Anderson bekannt, dass sie etwa ein Viertel des Preisgeldes an PEN America spenden wurde, um gegen die in den USA zunehmend verbreitete Praxis der Buchzensur zu kämpfen.

## Werke (Auswahl)

### Jugendromane
- Speak. Farrar, Straus, Giroux, New York, 1999, ISBN 978-0-14-131088-6.

Deutsch: Sprich. Aus dem Engl. von Birgitt Kollmann. Beltz und Gelberg, Weinheim, 2001, ISBN 978-3-407-80886-8.
- Catalyst. Viking, New York, 2002, ISBN 978-0-7569-1532-2.
- Prom. Viking, New York, 2005, ISBN 978-1-4071-3859-6.
- Twisted. Viking, New York, 2007, ISBN 978-0-670-06101-3.
- Wintergirls. Viking, New York, 2009, ISBN 978-0-670-01110-0.

Deutsch: Wintermädchen. Aus dem Engl. von Salah Naoura. Ravensburger, Ravensburg, Ravensburg, 2010, ISBN 978-3-473-58404-8.
- The Impossible Knife of Memory Viking, New York, 2014, ISBN 978-0-670-01209-1.

### Historische Romane
- Fever 1793. Scholastic, New York, 2000, ISBN 978-0-439-35675-6.
- Seeds of America Buchreihe

1. Chains. Simon und Schuster, New York, 2008, ISBN 978-1-4169-0585-1.
2. Forge. Atheneum, New York, 2010, ISBN 978-1-4169-6144-4.
3. Ashes. Atheneum, New York, 2016, ISBN 978-1-4169-6146-8.

### Kinderbücher
- Ndito Runs. Illustrationen von Anita Van der Merwe.  Henry Holt, New York, 1995, ISBN 978-0-8050-3265-9.
- Turkey Pox. Illustrationen von Dorothy Donohue. A. Whitman,  Morton Grove, 1996, ISBN 978-0-8075-8128-5.
- No Time for Mother's Day. Illustrationen von Dorothy Donohue. A. Whitman, Morton Grove, 2001, ISBN 978-0-8075-4955-1.
- The Big Cheese of Third Street. Illustrationen von David Gordon. Simon und Schuster, New York, 2002, ISBN 978-0-689-82464-7.
- Thank You, Sarah! The Woman Who Saved Thanksgiving.  Illustrationen von Matt Faulkner. Simon und Schuster, New York, 2002, ISBN 978-0-689-84787-5.
- Independent Dames: What You Never Knew About the Women and Girls of the American Revolution. Illustrationen von Matt Faulkner. Simon und Schuster, New York, 2008, ISBN 978-0-689-85808-6.
- The Hair of Zoe Fleefenbacher Goes to School. Illustrationen von Ard Hoyt. Simon und Schuster, New York, 2009, ISBN 978-0-689-85809-3.
- Wild at Heart (Reihenname im American Girl Verlag, 2001; ab 2002 auch unter dem Reihenname Vet Volunteers im Scholastic Verlag)

1. Fight for Life: Maggie (2000)
2. Homeless: Sunita 2000, ISBN 978-0-439-39220-4.
3. Trickster: David. 2000, ISBN 978-1-58485-047-2.
4. Manatee Blues: Brenna. 2000, ISBN 978-1-58485-049-6.
5. Say Good-Bye: Zoe. 2001, ISBN 978-1-58485-051-9.
6. Storm Rescue: Sunita. 2001, ISBN 978-1-58485-053-3.
7. Teacher's Pet: Maggie. 2001, ISBN 978-1-58485-055-7.
8. Trapped: Brenna. 2001, ISBN 978-1-58485-124-0.
9. Fear of Falling: David. 2001, ISBN 978-1-58485-059-5.
10. Time to Fly. 2002, ISBN 978-1-58485-061-8.
11. Masks. 2002, ISBN 978-1-58485-531-6.
12. End of the Race. 2003, ISBN 978-1-58485-532-3.
13. New Beginnings. 2012, ISBN 978-0-14-241675-4.
14. Acting Out. 2012, ISBN 978-0-14-241676-1.
15. Helping Hands. 2013, ISBN 978-0-14-241677-8.
16. Treading Water. 2014, ISBN 978-0-14-241678-5.
17. Left Behind. 2016, ISBN 978-0-14-241679-2.

### Graphic Novels
- Speak: The Graphic Novel. Illustrated by Emily Caroll. Farrar Straus Giroux, New York, 2018, ISBN 978-0-374-30028-9.
- Wonder Woman: Tempest Tossed, illustrated by Leila Del Duca (2020), DC Comics, Burbank, 2020, ISBN 978-1-4012-8645-3.

Deutsch: Wonder Woman – stürmische Zeiten. Zeichnungen von Leila del Duca. Panini Verlag, Stuttgart, 2021, ISBN 978-3-7416-2116-1.

### Memoiren
- Shout: The True Story of a Survivor Who Refused to be Silenced Viking, New York, 2019, ISBN 978-0-670-01210-7.

Deutsch: Schrei! nur wenn ich laut bin, wird sich was ändern. Aus d. Engl. von Bernadette Ott. Deutscher Taschenbuch-Verlag, München, 2019, ISBN 978-3-423-23005-6.

### Herausgeberin
- Wonderful Women of History. DC Comics, Burbank, 2021, ISBN 978-1-77950-378-7.

### Kurzgeschichten
- Snake, in: Love & Sex. Lust, Desire, Fantasy, Obsession, Love, hrsg. von Michael Cart. Simon und Schuster, 2003, ISBN 978-0-689-85668-6. S. 89–108.
- General Poophead, in: Guys Read, Bd. 7: Heroes & Villains, hrsg. von Jon Sciezszka. Walden Pond Books, New York, 2017, ISBN 978-0-06-238560-4. S. 159–178.